# Christian Walder
Christian Walder (31 agosto 1991) è uno sciatore alpino austriaco specialista delle gare veloci.

## Biografia
Walder, originario di Fresach, in Coppa Europa ha esordito il 4 dicembre 2008 a Reiteralm in supergigante (74º), ha conquistato il primo podio il 9 febbraio 2013, giungendo 2º alle spalle del norvegese Aleksander Aamodt Kilde a La Thuile nella medesima specialità e ha ottenuto la prima vittoria il 24 gennaio 2014 a Val-d'Isère in discesa libera. In Coppa del Mondo ha esordito il 18 dicembre 2015 in Val Gardena in supergigante, senza completare la prova, e ha conquistato il primo podio il 12 dicembre 2020 a Val-d'Isère nella medesima specialità (3º); ai successivi Mondiali di Cortina d'Ampezzo 2021, suo esordio iridato, non ha completato il supergigante. È inattivo dal dicembre del 2023.

## Palmarès

### Coppa del Mondo
- Miglior piazzamento in classifica generale: 56º nel 2018
- 1 podio (in supergigante):
  - 1 terzo posto

### Coppa Europa
- Miglior piazzamento in classifica generale: 2º nel 2016
- Vincitore della classifica di discesa libera nel 2016
- 15 podi:
  - 5 vittorie
  - 4 secondi posti
  - 6 terzi posti

#### Coppa Europa - vittorie
| Data             | Località    | Paese   | Specialità |
| ---------------- | ----------- | ------- | ---------- |
| 24 gennaio 2014  | Val-d'Isère | Francia | DH         |
| 11 dicembre 2015 | Sölden      | Austria | SG         |
| 10 marzo 2016    | Saalbach    | Austria | DH         |
| 20 febbraio 2017 | Sarentino   | Italia  | SG         |
| 23 febbraio 2018 | Sarentino   | Italia  | SG         |

Legenda:

DH = discesa libera

SG = supergigante

### South American Cup
- Miglior piazzamento in classifica generale: 29º nel 2024
- 1 podio:
  - 1 secondo posto

### Campionati austriaci
- 3 medaglie:
  - 1 argento (combinata nel 2016)
  - 2 bronzi (supergigante nel 2013; discesa libera nel 2015)